# موش سرادو
موش سرادو (نام علمی: Thalpomys cerradensis) نام یک گونه از سرده موش‌های سرادو است.